# 费里耶尔 (索姆省)
费里耶尔（法語：Ferrières，法語發音：[fɛʁjɛʁ] ⓘ）是法国上法蘭西大區索姆省的一个市镇，属于亚眠区。

## 地理
费里耶尔（49°53'32"N, 2°10'37"E）面积3.47 平方千米，位于法国上法蘭西大區索姆省，该省份为法国北部沿海省份，北起加来海峡省和北部省，西接滨海塞纳省和大西洋英吉利海峡，南至瓦兹省，东临埃纳省。
与费里耶尔接壤的市镇（或旧市镇、城区）包括：索姆河畔阿伊、博韦勒、吉涅米库尔、蓬德梅斯、萨勒、萨沃斯。

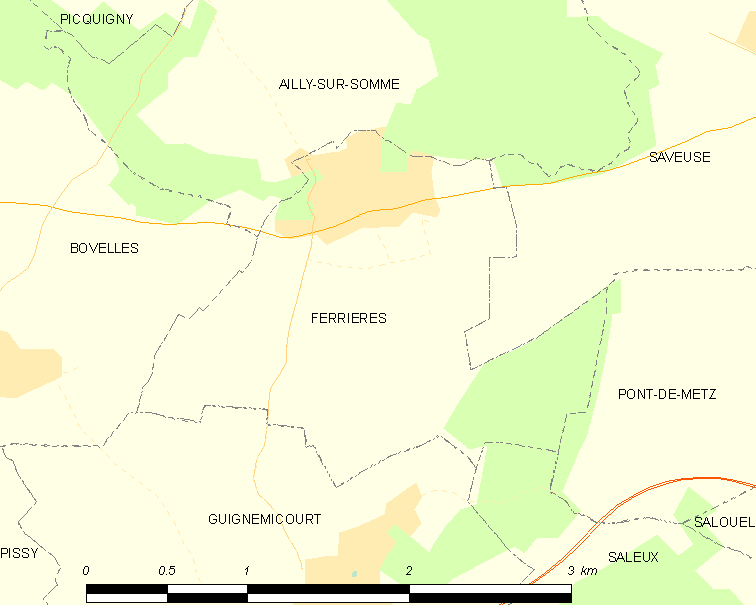
的OSM定位图

费里耶尔的时区为UTC+01:00、UTC+02:00（夏令时）。

## 行政
费里耶尔的邮政编码为80470，INSEE市镇编码为80305。

## 政治
费里耶尔所属的省级选区为索姆河畔阿伊县。

## 人口

1962-2008年间人口变化图示

费里耶尔于2022年1月1日时的人口数量为483人。